# Tore Olsson
För företagsledaren med samma namn, se Tore Ohlson
Pellas Anders Tore Olsson, född 30 maj 1924, död 27 september 1992, var en svensk bandyspelare. Han var med och tog OS-guld i bandy 1952, då bandyn var en uppvisningsgren.
Olsson spelade i IFK Rättvik och IF Göta. Han var Stor grabb nummer 90.